# Día de los Santos Inocentes
El Día de los Santos Inocentes es la conmemoración de un episodio hagiográfico del cristianismo: la matanza de los niños menores de dos años nacidos en Belén (Judea), ordenada por el rey Herodes I el Grande con el fin de deshacerse del recién nacido Jesús de Nazaret. 
Los cristianos veneran a los Santos Inocentes como los primeros mártires cristianos. En el rito romano de la Iglesia católica, la celebración tiene grado de fiesta y se encuentra incluida en el calendario romano general.
Es costumbre en España e Hispanoamérica realizar en esta fecha bromas de toda índole, conocidas como "inocentadas".

## Relato bíblico
De los cuatro evangelios canónicos, el único que lo relata es el Evangelio de Mateo (Mt 2, 16-18). Si bien se presenta nuevamente en los evangelios apócrifos, como el Protoevangelio de Santiago y en el Evangelio armenio de la infancia.
El relato trata sobre la orden dada por Herodes I el Grande de ejecutar a los niños nacidos en Belén menores de dos años. Según el pasaje de Mateo, Herodes dio esta orden al verse engañado por los sabios del oriente que habían prometido proporcionarle el lugar exacto del nacimiento de Jesús. Mateo dice que este acontecimiento cumple con la profecía de Jeremías (Jer 31, 15).

Entonces Herodes, al ver que había sido burlado por los magos, se enfureció terriblemente y envió a matar a todos los niños de Belén y de toda su comarca, de dos años para abajo, según el tiempo que había precisado por los magos. Entonces se cumplió el oráculo del profeta Jeremías:  «Un clamor se ha oído en Ramá, mucho llanto y lamento: es Raquel que llora a sus hijos, y no quiere consolarse, porque ya no existen.»
Evangelio de Mateo 2, 16-18

## Evidencia histórica y análisis bíblico
Ninguno de los historiadores de la época menciona el hecho. Entre ellos destaca Flavio Josefo (37-101) por su dedicación a la figura de Herodes I el Grande.
La brutalidad del episodio está en armonía con el carácter de Herodes, tal como Josefo lo describió en Antigüedades judías (15.3, 3 § 53-56). Josefo presentó a Herodes como un ser patológicamente celoso de su poder: varios de sus familiares fueron asesinados por orden suya, ya que sospechaba que trataban de suplantarlo. No cabe duda de que Josefo quiso describir a Herodes con los tintes más oscuros que le fue posible, y resulta difícil de explicar la ausencia de la matanza de Belén en Josefo, excepto suponiendo que no tuviera noticia alguna de ella.
Si bien este relato se presenta nuevamente en uno de los evangelios apócrifos, el Evangelio armenio de la infancia de autor desconocido, la fecha de composición de esa obra es muy tardía, no anterior al siglo VI.
La mayoría de las biografías recientes de Herodes dudan de que el hecho tuviera lugar,
pero la simple declaración de que la masacre es un hecho legendario y no histórico tiene también un soporte basado en la argumentación y no en la documentación real.
El historiador, arqueólogo y explorador británico Stewart Perowne (1901-1989) señaló que la matanza «es totalmente coherente con todo lo que sabemos de él [de Herodes]».
El historiador israelí Abraham Schalit (1898-1979) también apoyó la historicidad de la narración.
La ausencia de fuentes alternativas a la Biblia puede deberse a que Belén era un pueblo pequeño y el número de niños varones de menos de dos años podría no haber pasado de 20.
Biblistas y teólogos de distintas extracciones, como el estadounidense Jack Finegan (1908-2000),
el alemán Rudolf Schnackenburg (1914-2002),
y R. T. France (1938-2012)
apoyan la historicidad del hecho o dicen que no hay nada que imposibilite que Herodes ordenase eso.
Lo que los historiadores anteriormente mencionados afirman no es que el relato sea un hecho histórico, sino solamente que «posee cierta verosimilitud», como «ejemplo clásico del genocida abuso del poder».
En cualquier caso, no hay documentación que respalde la historicidad del hecho, sino, al contrario, Herodes murió en el 4 a. C. y el censo de Quirinio mencionado en Lucas fue 9 años después, en el año 6 d. C., por lo que Herodes el Grande no pudo haber tenido rol alguno en los acontecimientos que rodearon al nacimiento de Cristo.

## Celebración litúrgica
Ya en la segunda mitad del siglo IV se conmemoraba litúrgicamente a los santos inocentes como aparece en homilías de Gregorio Nacianceno, y de Gregorio de Nisa, en ambos casos vinculadas a la celebración de la Natividad. Entre finales del siglo IV y mediados del siglo V, la festividad se asoció además en Occidente (Roma, África) con Epifanía, relacionándola con la veneración de los magos. De allí se supone que en el siglo V se instituyó el culto propio a los santos inocentes: el Sacramentario leonino (ca. 485) ubicó la festividad junto a las de san Esteban y san Juan. La festividad terminó por fijarse en África y Roma para el 28 de diciembre, en tanto que los griegos la celebran el 29 de diciembre, los sirios y caldeos el 27 de diciembre, y en el rito mozárabe el 8 de enero.
Esas fechas no se relacionan al orden cronológico del hecho: en el rito romano, la festividad de los niños inocentes (considerados mártires por sangre solamente, sin que desearan el martirio) se celebra hoy dentro de la octava de Navidad, junto a la de Esteban el protomártir (mártir por voluntad-amor y dolor), y Juan el apóstol y evangelista (mártir por voluntad-amor, pero sin que el martirio ocurriera finalmente). Así lo explica Cabodevilla:

En los días consecutivos al nacimiento (Navidad) celebramos la memoria de los compañeros de Cristo: Esteban, mártir en el deseo y en la realidad; Juan, mártir en el deseo pero no en la realidad; los Santos Inocentes, mártires en la realidad, pero no en el deseo. No solo forman el más inmediato cortejo del Cordero degollado, sino que son sus cooperadores en la eficacia victimal.
José María Cabodevilla

Únicamente la Iglesia católica se refiere como «inocentes» a estos niños; en otros países latinos se los llama simplemente «infantes» y la fiesta tenía el título de Allisio infantium (Breviarium gothicum), Natale infantum, o Necatio infantum. Los armenios ubicaron la celebración de la festividad el lunes luego del segundo domingo de Pentecostés (Menología armenia, 11 de mayo), porque creen que los santos inocentes fueron masacrados quince semanas después del nacimiento de Jesucristo.
En el rito romano de la Iglesia católica, la celebración de los Santos Inocentes tiene grado de fiesta y se encuentra incluida en el calendario romano general.
El Oficio de lecturas propone para este día la lectura del libro del Éxodo que recoge el episodio de la matanza de niños hebreos en Egipto (Ex 1,8-16.22) y, como lectura patrística, un sermón del santo obispo Quodvultdeus, quien se refiere así a los infantes asesinados: «todavía no hablan, y ya confiesan a Cristo».

## Costumbres, bromas e inocentadas
En España e Hispanoamérica es costumbre realizar en esta fecha bromas de toda índole. Los medios de comunicación hacen bromas o tergiversan su contenido de tal modo que la información parezca real. Se trata de una libertad que se dan los agentes mediáticos para dar rienda suelta a su sentido del humor, oportunidad que solamente tienen una vez al año. Es tradición que los periódicos publiquen páginas enteras de noticias cómicas, con la advertencia de que es día de los inocentes, que van desde las que son una obvia mofa a cualquier suceso reciente, hasta las que parecen serias y engañan al lector desprevenido. El día de los inocentes se vive en todo el mundo hispanohablante.
En algunas zonas de América es importante no prestar ningún bien, sea objeto o dinero, pues el prestatario es libre de apropiarse de los bienes. Este tipo de festejo ha venido a menos en años recientes y ya no es usual que la gente pida prestado con la esperanza de que el prestador no recuerde la fecha y se le pueda hacer mofa con la muy popular frase: «Inocente palomita que te dejaste engañar» o su versión ampliada: «Inocente palomita que te dejaste engañar, sabiendo que en este día nada se puede prestar».

### México
En México.
Se celebra en casi todo el país, aunque no es un día feriado se toma como una de las festividades más importantes de la religión, cada iglesia la celebra a su manera, se le ofrecen regalos y comida al niño Jesús, las ofrendas pueden ser variadas, desde prendas para vestirlo, hasta dulces, pan, entre otras cosas.
También ese mismo día se torna un poco burlístico en la noche a medida que la tradición también es hacer bromas a la gente (como las haría un niño) en la cual se juega una broma (mayormente son bromas pesadas) y regularmente se le llama "Inocente" a la persona. Las bromas pueden variar desde bromas muy ligeras y muy pesadas

### El Salvador
En El Salvador, el día 28 de diciembre se celebra religiosamente en Antiguo Cuscatlán, departamento de La Libertad. La Iglesia católica de la localidad está dedicada a los Santos Niños Inocentes. Es la fiesta patronal de la ciudad.
La tradición es al parecer de tiempos de la colonia. Las personas, provenientes de diferentes lugares del país, traen desde la víspera, carrozas o canastos con imágenes de niños (imaginería), adornadas de diferentes maneras, como exvoto y agradecimiento por algún favor recibido.
Es una colorida festividad a la que asisten cientos de personas. En las calles aledañas se instala una feria popular con variedad de gastronomía y artesanías.
El 28 de diciembre de 1977, el entonces Arzobispo de San Salvador Monseñor Oscar Arnulfo Romero, hoy santo, presidió la eucaristía principal de esa fiesta en la iglesia parroquial de los Santos Niños Inocentes, Antiguo Cuscatlán. En su homilía desarrolla de una manera sencilla pero profunda, la teología del martirio de los Inocentes.

### España
En toda España se celebra el Día de los Santos Inocentes, un día dedicado a las bromas y que desde 1995 finaliza con la emisión en La 1 de TVE la Gala Inocente, Inocente, una gala benéfica destinada a recaudar fondos para diferentes organizaciones que se dediquen a tratar los problemas infantiles.
En Tremp, capital del Pallars Jussá, provincia de Lérida, se celebra este día colgando una llufa (muñeco de papel) gigante del campanario de la población. Después de un pasacalles, la gente le canta para que baje y así quemarlo. El acto, al igual que el resto de actos Navideños de la ciudad, es organizado por la entidad cultural "La Casa del Sol Naixent".
En la localidad alicantina de Ibi, el 28 de diciembre tienen lugar unos actos muy peculiares en relación con esta festividad y de los más característicos de la provincia de Alicante: el Día dels Enfarinats o Fiesta de los enharinados. Se trata de una divertida celebración que representa el enfrentamiento entre el poder público y la oposición, mediante una batalla de harina en un ambiente carnavalesco y satírico. Els enfarinats lo forman un grupo de 14 personas, entre las que se elige al alcalde y demás cargos relevantes, como el juez, el fiscal, el alguacil... Por otro lado, la oposición, cuyos representantes se caracterizan por llevar una chistera negra, intentará arrebatarles el poder. Ahí comienza a escenificarse una batalla en la que se lanzan harina, polvos y cohetes. Una espectacular explosión de ruido, fiesta y tradición.
En Fraga (Huesca) es común ver a gente joven lanzándose huevos los unos contra los otros en una especie de guerra de peñas.
También se puede vivir el Día de Los Santos Inocentes de una forma especial en la población valenciana de Jalance. En este municipio del Valle de Ayora-Cofrentes, el 28 de diciembre se celebra la Fiesta de los Locos. Es una fiesta que data de principios del siglo XVII con una marcada simbología pagana. Los más jóvenes, vestidos con ropas estrafalarias y con maquillajes llamativos, tendrán el poder durante unas horas, mientras participan en las divertidas charangas. Por la noche se celebra el tradicional Baile de los Locos, donde casi todo está permitido y, además de la música, la picaresca es la gran protagonista.

### Venezuela
Una de las numerosas festividades religiosas y folklóricas de Venezuela, es conocida como Los Zaragozas, celebrada cada 28 de diciembre por los habitantes del poblado de Sanare, Estado Lara.
Ya con la llegada de los primeros colonizadores a Venezuela, como por ejemplo Diego de Losada, quien fundó Caracas y falleció en Sanare, es posible que en algún momento se haya introducido en la zona este tipo de tradición, que en recuerdo a este aciago episodio Los Zaragoza, personas vestidas con trajes y máscaras multicolores, salen a danzar todos los 28 de diciembre en Sanare. Estos representan la locura de las madres que perdieron a sus hijos en aquel momento.
Los Zaragozas bailan al ritmo del Tamunangue, un baile típico de la región, todos los años desde horas de la madrugada, cuando las personas que se disfrazan, a fin de evitar ser identificados, se han vestido en casas diferentes a la cual regularmente habitan y salen de diversos sitios a iniciar sus correrías por algunas calles, para luego reunirse en casa de la capitana, esto es aproximadamente 5 a 6 de la mañana.

#### La celebración
La parte central de la fiesta de Los Zaragozas de Sanare, se inicia justamente a primeras horas de la madrugada, cuando las personas que se disfrazan, salen de diversos sitios a iniciar sus correrías por algunas calles, y luego se reúnen en casa de la capitana, el cual es el rango jerárquico de mayor altura en el proceso de la celebración.  Se preparan para su inicio que lleva el nombre de rompimiento, lo cual consiste en canto de la salve, tonos y algunas oraciones frente al altar cubierto con una colcha floreada, adornado con flores y plantas, donde ha sido colocado el cuadro de los Santos Inocentes. El altar, al ritmo de música, cantos y oraciones se dirigen todos hacia la capilla de los Zaragozas, donde a las siete u ocho de la mañana aproximadamente se celebra la primera misa en la Iglesia San Isidro.
Terminada la misa, a las nueve o diez de la mañana, la multitud se dirige por la calle central de Sanare hacia la Iglesia Santa Ana en el Barrio Arriba, para cumplir con el acto religioso de ese día. Finalizada la misa de Santa Ana, se pagan unas promesas en el altozano, luego se dirigen al Anfiteatro para el Folklore y la cultura, situado frente al templo parroquial donde tocan, cantan, danzan y bailan, al mismo tiempo pagan promesas de los fieles devotos. Terminada esta parte, piden permiso al Consejo Municipal, Alcaldía y Prefectura, terminada la visita, se inicia el recorrido por las calles sanareñas, donde visitan hogares de los devotos en un continuo tocar de instrumentos, cantar por parte de los coros de músicos cantores, danzar y algarabía de esta tradición festiva. Esto se realiza durante todo el día y en sus visitas a los hogares, pagan diversas promesas que los devotos tienen ofrecidas a Los santos Inocentes, reciben algunos brindis o atenciones de los creyentes, acorde a sus posibilidades. 
La fiesta de Los Santos Inocentes, Los Locos o Los Zaragozas, dura todo el día (6 a. m. hasta las 6 p. m.), habiendo recorrido todo el pueblo de oeste a este y de sur a norte, vuelven a la casa de la Capitana donde se inició la celebración, allí proceden a la culminación, que se le da el nombre del encierro. La imagen de los Santos Inocentes es colocada en el altar, los músicos se sitúan frente a él y los Zaragozas que aún conservan sus máscaras proceden a quitárselas. 
Al culminar esto sucede que el conjunto interpreta algunas composiciones bailables y los Zaragozas que ya no portan máscaras, sacan las mujeres a bailar.

#### Elementos de la fiesta
La imagen o cuadro simbólico, representa la matanza o el degüello de los niños por parte de los soldados del rey Herodes, este cuadro es un óleo anónimo, que algunos han querido atribuírselo como autor al poeta, artesano y fotógrafo Mateo Segundo Viera, sin embargo esto no ha llegado a confirmarse. Por iniciativa de la capitana, a fin de proteger al antiguo cuadro de los santos inocentes, se procedió a hacer la primera copia del original. 
La capitana es la persona que tiene la responsabilidad de custodiar el cuadro o imagen de los santos inocentes, inscribe a las personas que se van a disfrazar les cobra su contribución y prepara el café para los participantes en el rompimiento o inicio de la fiesta. 
El capitán mayor es el que comanda el grupo de Los Zaragozas, dirige los músicos cantores, encabeza los actos y está encargado de mantener el orden de los disfrazados.
El capitán menor tiene la responsabilidad de ayudar en la coordinación y demás actividades que realiza el capitán mayor. Además este personaje dirige la recaudación de los fondos o dádivas necesarias entre los devotos, y en su cargo está el portar la imagen de los Santos Inocentes o cuadro simbólico.
Los músicos cantores forman el conjunto que imprimen el ritmo y amenizan toda la festividad. Estos están organizados en coros de dos personas cada uno, ellos ejecutan un instrumento y a la vez cantan estribillos o estrofas. 
Los Zaragozas son los disfrazados, los cuales en todo momento han sido centro de atención de lugareños, visitantes y turistas, que acuden a Sanare para presenciar está fiesta popular. Estos forman grupos de hombres que con sus atuendos adornan las calles sanareñas, imprimen la alegría y convierten la fiesta en una bulliciosa muchedumbre.

#### Vestimenta
El vestido, un chaparro de membrillo, un tubito de carrizo, una máscara, un ticket que sirve para indicar la cancelación de la tasa correspondiente ante la alcaldía para ser autorizado a usar el disfraz, una bandera amarilla y una muestra literaria.

#### Fiestas similares
Esta costumbre popular de recordar el día de los Santos Inocentes, se efectúa de igual manera y bajo otros nombres como Fiestas de los Santos Inocentes o Fiesta de los Locos o Locainas, en varias ciudades y pueblos de Venezuela, como en Los Andes, Los Llanos y el Oriente.